# لئون هشتم
پاپ لئون هشتم (به انگلیسی: Leo VIII) یکی از پاپ‌های کلیسای کاتولیک رم بود که در رم به دنیا آمد و از ۹۶۴ تا ۹۶۵ میلادی پاپ بود.